# 瓦佩洛縣 (愛阿華州)
瓦佩洛縣（英語：Wapello County）是美國愛阿華州東南部的一個縣。面積1,208平方公里。根據美國2000年人口普查，共有人口36,051人。縣治奧塔姆瓦 (Ottumwa)。
成立於1843年2月17日，縣政府成立於1844年2月13日。縣名紀念福克斯族同名的酋長。